# Bruno Dunst
Bruno Dunst (* 29. Juli 1919; † 4. Juli 1999 in Berlin) war ein deutscher Kinobetreiber und Kleindarsteller. Er spielte in mehr als sieben Kinofilmen mit.

## Leben
Dunst war gelernter Feinmechaniker. Gelernt hatte er den Beruf bei der Firma Kindervater. Ab 1962 führte er das Filmkunst-Studio Schlüter, kurz „Schlüter“ genannt, in der Charlottenburger Schlüterstraße. Zuletzt das einzige Berliner Programm-Kino, bis er es im Jahr 1996 wegen drastischer Mietsteigerungen schließen musste.

## Filme (Auswahl)
- 1985: Drei gegen Drei
- 1988: Manöver
- 1989: Schweinegeld
- 1992: Der Brocken
- 1996: Männerpension
- 1997: Mein Herz – Niemandem!